# Диацилпероксиды

Диацилпероксиды

Диацилпероксиды — органические пероксидные соединения, содержащие ацильные группы, соединённые пероксидной связью O-O, с общей формулой RC(O)OOC(O)R'.

## Номенклатура
Диацилпероксиды могут быть как симметричными RC(O)OOC(O)R, так и несимметричными RC(O)OOC(O)R'. Их название образуется из названий соответствующих ацильных групп и окончания «пероксид»:
- {\displaystyle {\mathsf {CH_{3}C(O)OOC(O)CH_{3}}}} — диацетилпероксид

- {\displaystyle {\mathsf {CH_{3}C(O)OOC(O)CH_{2}CH_{3}}}} — ацетилпропионилпероксид

## Получение
Диацилпероксиды получают следующими способами:
- Ацилирование пероксида водорода

Проводят соответствующими ангидридами и хлорангидридами органических кислот, получая симметричные диацилпероксиды:
{\displaystyle {\mathsf {2(CH_{3}CO)_{2}O+H_{2}O_{2}\rightarrow CH_{3}C(O)OOC(O)CH_{3}+2CH_{3}COOH}}}
- Ацилирование перкислот и их солей

Данный способ позволяет получить несимметричные диацилпероксиды. Ацилирование хлорангидридами кислот проводят в присутствии оснований, например, в среде пиридина:
{\displaystyle {\mathsf {CH_{2}CH_{3}C(O)OOH+CH_{3}COCl{\xrightarrow[{}]{C_{5}H_{5}N}}CH_{3}CH_{2}C(O)OOC(O)CH_{3}+HCl}}}

## Физические и химические свойства

Строение молекулы диацетилпероксида

Молекулы диацилпероксидов являются полярными, в частности, для диацетилпероксида дипольный момент равен 1,58 Д. Молекулы являются неплоскими — диэдральный угол C-O-O-C составляет около 100°
Низшие диацилпероксиды являются нестабильными соединениями и способны взрываться при нагревании и механическом воздействии. Их растворы гораздо устойчивее.
Термолиз диацилпероксидов протекает с разрывом пероксидной связи O-O с образованием двух ацильных радикалов, которые быстро декарбоксилируются:
{\displaystyle {\mathsf {RC(O)OOC(O)R\rightarrow 2RC(O)O\cdot }}}
{\displaystyle {\mathsf {RC(O)O\cdot \rightarrow R\cdot +CO_{2}}}}
Образовавшиеся радикалы вступают в реакции с молекулами растворителя, образуя различные продукты присоединения, димеризации и др.
Диацилпероксиды реагируют с нуклеофильными реагентами, в частности, с аминами, енаминами, основаниями Шиффа.
Диацилпероксиды проявляют окислительные свойства: органические сульфиды превращают в сульфоксиды и сульфоны, фосфиты — в оксиды фосфитов и др.